# HP OmniBook (ordinateur)

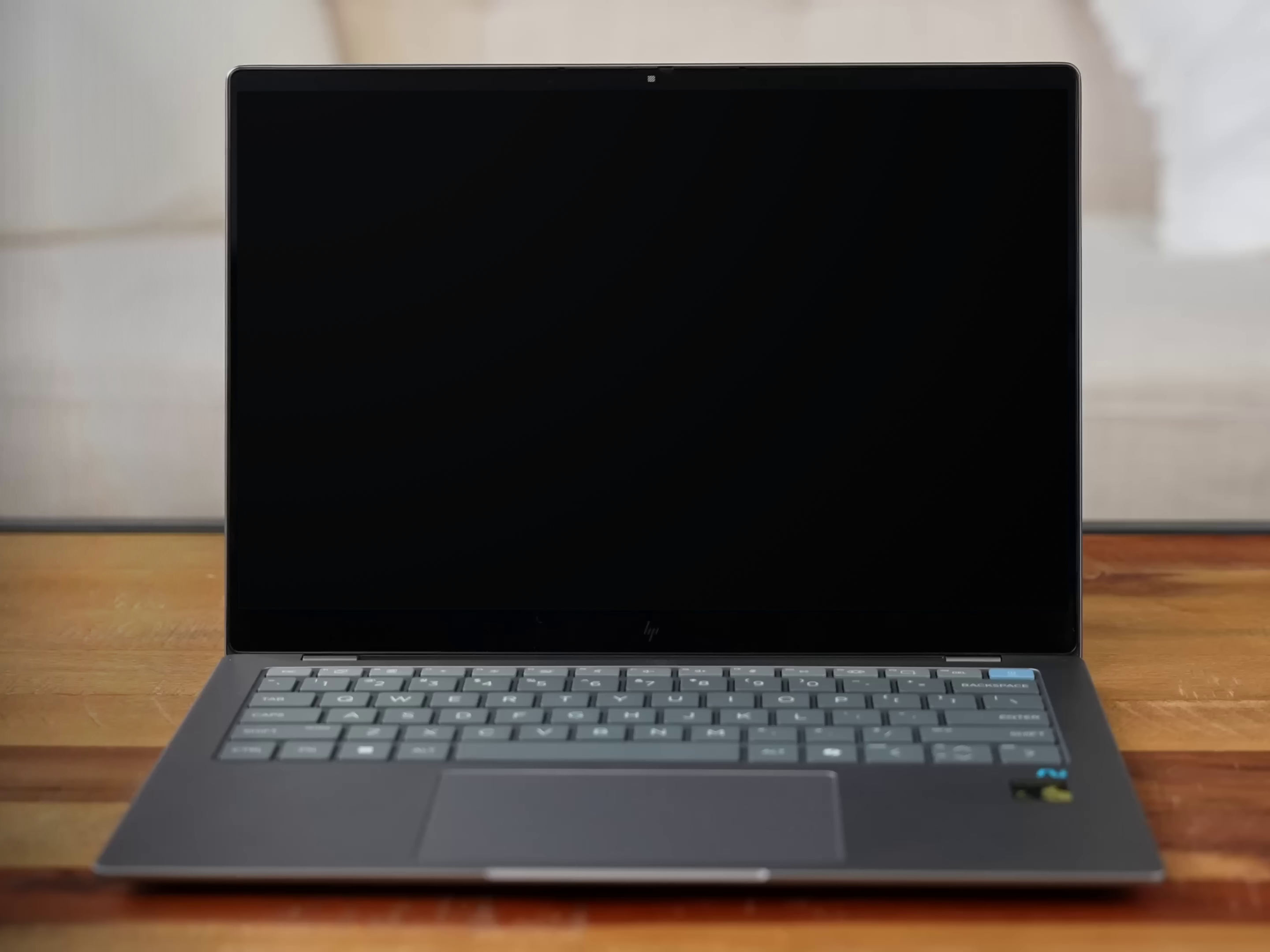
Un HP OmniBook X de 2024.

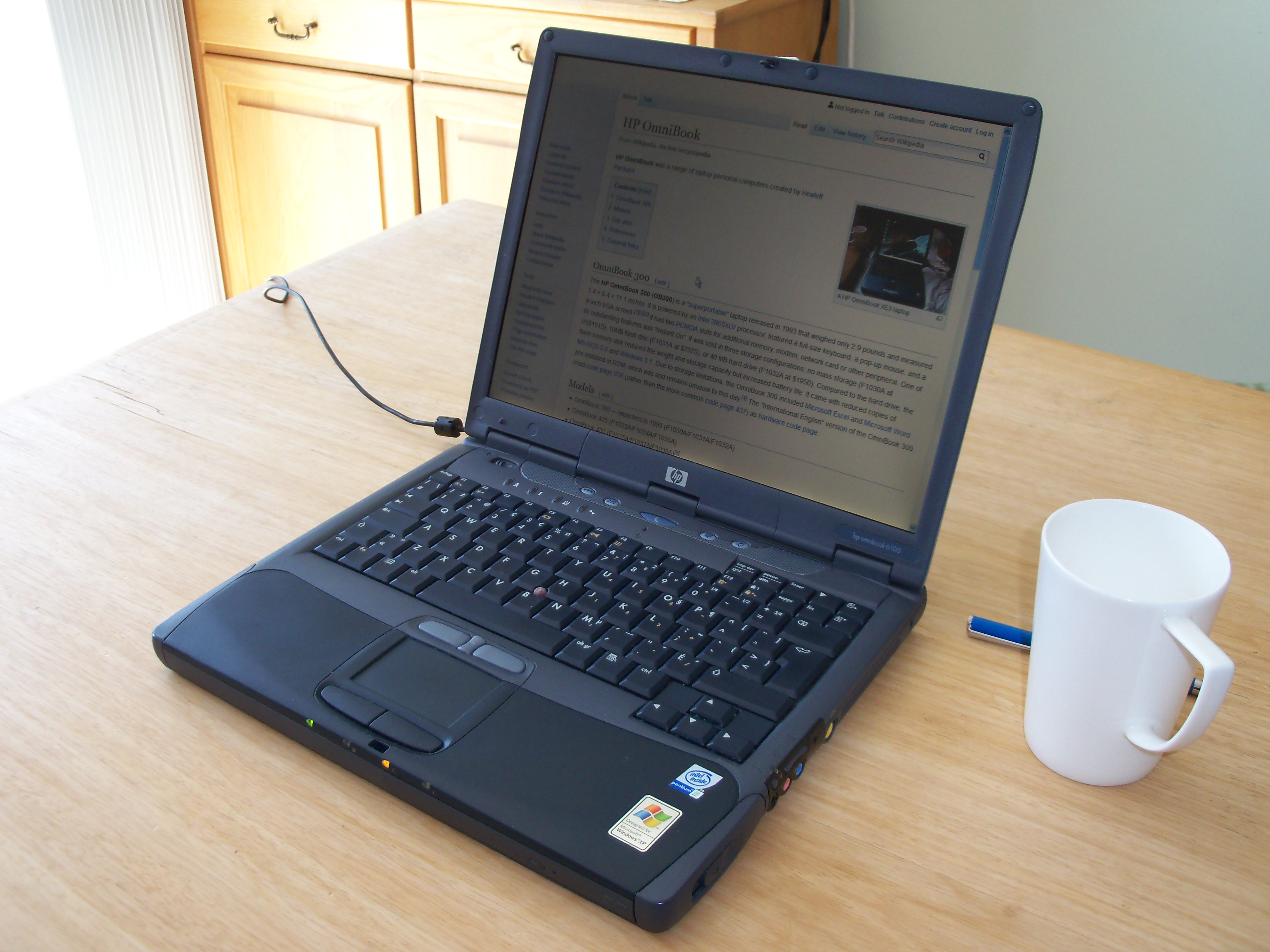
Ordinateur portable HP OmniBook 6100

HP OmniBook est une gamme d'ordinateurs personnels fabriqués par la société Hewlett-Packard de 1993 à 2002. Cette gamme comprend exclusivement des ordinateurs portables. Après l'acquisition de Compaq par Hewlett-Packard en 2002, la marque disparaît.
La gamme OmniBook réapparait courant de l'année 2024.

## Modèles notables

### OmniBook 300
Considéré comme un des 25 meilleurs ordinateurs personnels de tous les temps par PC World, le modèle OmniBook 300 introduit en 1993 offrait déjà l'option d'un SSD de 10 Mo. Vendu initialement à 1515 USD, il était équipé d'un processeur Intel 386SXLV et d'un écran monochrome,.

### OmniBook 500
Ce modèle haut de gamme introduit en l'an 2000 était destiné avant tout à une clientèle d'affaires. C'est un ultraportable pesant 1,6 kg, doté d'un boîtier en alliage de magnésium et faisant 2,5 cm d'épaisseur. Le magazine CNET le considère comme un des grands succès de Hewlett-Packard.

## Modèles de la gamme OmniBook[6]
- OmniBook 300
- OmniBook 425 (F1033A/F1034A/F1036A)
- OmniBook 430 (F1035A/F1037A/F1038A)
- OmniBook 500
- OmniBook 510
- OmniBook 530
- OmniBook 600
- OmniBook 800
- OmniBook 900
- OmniBook 2000
- OmniBook 2100
- OmniBook 3000
- OmniBook 4000
- OmniBook 4150
- OmniBook 4400
- OmniBook 4500
- OmniBook 5000
- OmniBook 5500
- OmniBook 5700
- OmniBook 6000
- OmniBook 6100
- OmniBook 6200
- OmniBook 7000
- OmniBook 7100
- OmniBook XE2
- OmniBook XE3